# China Miéville
China Miéville (anglès: China Tom Miéville)  (Norwich, 6 de setembre de 1972) és un escriptor anglès de fantasia i ciència-ficció, guionista de còmics, activista polític i acadèmic. Ell mateix descriu la seva obra com a ficció estranya (weird fiction en anglès) i està implicat en el moviment d'escriptors conegut com a New Weird.

## Biografia
Va néixer a Norwich i va créixer a Willesden i a Londres. Els seus pares es van separar poc després del seu naixement i es va criar amb la seva germana i la seva mare, traductora, escriptora i mestra. Va triar el nom China obrint un diccionari i buscant una paraula bonica. Te doble nacionalitat anglesa i estatunidenca gràcies a sa mare.
Va estudiar un grau en antropologia social al Clare College de Cambridge, acabant-lo el 1994, i va acabar un màster i doctorat en relacions internacionals el 2001 a la London School of Economics. La seva insatisfacció en veure les teories postmodernes per a explicar la història dels esdeveniments polítics, el va dur abraçar les teories marxistes. La seva tesi doctoral, titulada Between Equal Rights: A Marxist Theory of International Law (Entre drets iguals: una teoria marxista del dret internacional) es va publicar com a llibre el 2005 a Regne Unit i l'any següent als Estats Units.

## Obres publicades

### Ficció

#### Sèrie Bas-Lag
- Perdido Street Station, 2000
- The Scar, 2002
- Iron Council, 2004

#### Novel·les independents
- King Rat, 1998
- Un Lun Dun, 2007
- The City & the City, 2009 [La ciutat i la ciutat, 2019][2]
- Kraken, 2010
- Embassytown, 2011
- Railsea, 2012

#### Novel·les curtes
- The Tain (2002)
- This Census-Taker (2016)
- The Last Days of New Paris (2016) ISBN 978-0345543998

#### Col·leccions de contes
- Looking for Jake (2005)
- The Apology Chapbook (2013)
- Three Moments of an Explosion: Stories (2015)

#### Llibres per nens
- The Worst Breakfast (2016), cocreat i il·lustrat amb Zak Smith

#### Còmics
- Hellblazer (1988) – Núm. 250 «Holiday Special»: «Snow Had Fallen»
- Justice League (2011) – #23.3 «Dial E #1: Dial Q for Qued»
- Dial H (2012–2013)

### No ficció

#### Llibres
- Between Equal Rights: A Marxist Theory of International Law (2005). ISBN 1-931859-33-7
- Red Planets: Marxism and Science Fiction (2009), with Mark Bould. Middletown, Conn.: Wesleyan University Press.
- Pathfinder Chronicles: Guide to the River Kingdoms (2010), with Elaine Cunningham, Chris Pramas, and Steve Kenson. Paizo Publishing.
- October: The Story of the Russian Revolution (2017). Verso.
- A Spectre Haunting Europe (2019)

#### Assajos
- «London's Overthrow» (2011). Reimprès en una versió més curta com «Oh, London, You Drama Queen», The New York Times Magazine 2012-03-01: 42.
- «Preface to a Book not yet Written nor Disavowed» (2015). China Miéville: Critical Essays, eds. Caroline Edwards i Tony Venezia.